# Геркулес-лучник
Геркулес-лучник — скульптура Геркулеса (Геракла) с луком, представляющая один из двенадцати подвигов Геракла, в котором он стреляет в стимфалийских птиц. Находится в Нью-Йоркском Метрополитен-музее.
Первоначально создана в 1909 году французским скульптором Антуаном Бурделем, ныне существует во многих версиях. Впервые была создана на средства финансиста и мецената Габриэля Томаса, как единственная работа в позолоченной бронзе. Была отлита Эженом Рудье (Eugène Rudier, 1875—1952) и экспонировалась в Национальном обществе изящных искусств в 1910 году, получив высокую оценку. Размеры скульптуры 2,50 м х 2,40 м. Вторая версия была разработана около 1923 года. Она отличалась от первой добавлением на скале рельефов, изображающих Лернейскую гидру и Немейского льва.

## История
Бурдель был вдохновлен мифом о подвигах Геракла и выбрал тот, где он побеждает стимфалийских птиц. Для создания этой скульптуры Антуан Бурдель попросил позировать своего друга — капитана Андре Дуена-Париго (André Doyen-Parigot, 1854—1916), которого он встретил в заведении «Samedis Rodin». Этот военный человек был опытным спортсменом, и стал очень подходящим натурщиком для данной работы. Но он попросил скульптора изменить лицо скульптуры для анонимности. Во время работы Бурделя над своим произведением, его мастерскую посещал покровитель Габриэль Томас, который был очарован этой скульптурой и заказал такую же для сада своего дома в Белвью (ныне в черте города Мёдон).
Исключительные права на произведение принадлежали Габриэлю Томасу и это огорчало Антуана Бурделя. Скульптор выставил слепок Геркулеса-лучника на Венецианской биеннале, где работа имела успех, но продать её не было возможным. Видя разочарование Бурделя, Томас согласился прекратить свои исключительные права и позволил Бурделю сделать несколько её копий. Первая из них отправилась в Швецию в музей Вальдемарсудде в 1920 году. Другая находилась в семье Томаса до тех пор, пока она не была продана в 1991 году на аукционе в Друо-Монтене (Drouot-Montaigne) — эта работа сейчас находится в Токио.
Следующая копия была передана в 1916 году в галерею современного искусства в Риме. В 1923 году копии были проданы музеям Брюсселя, Праги и Нью-Йорка. В 1925 году Тулуза приобрела копию статуи для своего спортивного музея. В 1926 году купил скульптуру Люксембургский музей в Париже (сейчас она находится в Музее Орсе). В 1927 году — Музей изобразительных искусств в Лионе. В настоящее время различные версии этой известной скульптуры находятся также в Германии (Кёльн), Бельгии (Антверпен), Аргентине (Буэнос-Айрес), США (Нью-Йорк, Новый Орлеан, Лос-Анджелес), Алжире (Хамма), Японии (Хаконе).
Известная скульптура использовалась в качестве рекламы многими предприятиями и организациями.